# Nicolò Zaniolo
Nicolò Zaniolo (2. červenec 1999 Massa, Itálie) je italský fotbalový útočník hrající za anglický klub Aston Villa i za reprezentaci Itálie.

## Přestupy
- z Virtus Entella do Inter za 1 800 000 Euro
- z Inter do Řím za 6 750 000 Euro
- z Řím do Galatasaray za 15 000 000 Euro
- z Galatasaray do Aston Villa za 5 000 000 Euro (hostování)

## Kariéra

### Klubová

#### Virtus Entella
S fotbalem začínal v Janově, odkud odešel do Fiorentiny. Tu opustil v roce 2016 a připojil se k týmu Virtus Entella. Na jaře 2017 si tehdy 17letý Zaniolo odbyl debut za Entellu v Serii B.
Celkem nastoupil do sedmi zápasů Serie B. 

#### Inter
V červenci 2017 jej získal milánský Inter, který čerstvě 18letému Zaniolovi nabídl pětiletý kontrakt do roku 2022.
O mladého záložníka stály také Juventus a AC Milán.

#### Řím
Zaniolo si v A-týmu Interu nezahrál a v létě 2018 zamířil do AS Řím, naopak Řím Interu podstoupil Nainggolana.

##### Sezóna 2018/19
První zápas za římský celek odehrál 19. září 2018 v milionářské Lize mistrů na půdě Realu Madrid, kde Římané prohráli 0:3. Zaniolo odehrál 54 minut než byl vystřídán.
Premiérový zápas v Serii A si zahrál 26. září na domácí půdě proti Frosinone Calcio, když ho kouč Di Francesco vpustil na hřiště v 67. minutě za Pastoreho.
První branku v lize vstřelil 26. prosince proti Sassuolu. V 59. minutě unikl po pravé lajně přes dva obránce a obloučkem překonal brankáře Consigliho, Řím tak vedl už 3:0.
Sassuolo v závěru již jen snížilo. Ve skupině Ligy mistrů si zahrál několik desítek minut v zápasech s Viktorií Plzeň, CSKA Moskva a znovu proti Realu. AS Řím postoupil do osmifinále, kde narazil na portugalské FC Porto. Zaniolo se zaskvěl v prvním zápase na domácí půdě, když ve spolupráci s Edinem Džekem vstřelil dva góly v 70. a 76. minutě.
V odvetě se ale gólově neprosadil a Porto dokázalo Římany udolat v prodloužení. V lednu se gólově prosadil proti Turínu FC, když v 15. minutě otevřel skóre zápasu.
Přes dramatický vývoj dokázal Řím porazit turínského soupeře 3:2. Do konce sezony se střelecky prosadil ještě dvakrát, proti AC Milán ve 46. minutě srovnal na konečný výsledek 1:1. Jeho gól proti Fiorentině znamenal rovněž remízu 2:2. AS Řím skončil sezonu na 6. místě.
Kvalitní výkony z něj učinili žádané zboží; o jeho služby v letním období projevily zájmy týmy jako Manchester United nebo Tottenham Hotspur.

##### Sezóna 2019/20
Ročník 2019/20 se AS Řím poprvé musel obejít bez letitých opor jako byli Totti nebo De Rossi. Nově příchozí trenér Paulo Fonseca nehodlal na Zaniolově roli v týmu nic měnit. Ten nastoupil hned v úvodním kole proti Janovu, které skončilo 3:3. Ve druhém kole se konalo derby s Laziem, ve kterém dvakrát v prvním poločase nastřelil tyč, zápas skončil 1:1.
Ve skupině Evropské ligy nastoupil do úvodního utkání proti Başakşehiru z Turecka, který Zaniolo a spol. zvládli na výbornou. Po vlastním gólu soupeře v 58. minutě asistoval Džekovi na 2:0. V 71. minutě role otočily, Džeko přihrál na gól Zaniolovi.
Ten ještě v nastavené 93. minutě vyslal do úniku Justina Kluvierta, který završil vítězství 4:0.
Ve druhém zápase skupiny nastoupil na levém křídle proti Wolfsbergeru, zrodila se remíza 1:1. Ve třetím zápase doma s Borussií Mönchengladbach zařídil gólem hlavou druhou nešťastnou remízu 1:1. Sudí Collum totiž německému týmu nesprávně daroval penaltu po domnělé ruce Smallinga v 95. minutě, kterou Lars Stindl proměnil.
Ve šlágru 9. kola Serie A společně s forvardem Džekem zajistil výhru nad AC Milán 2:1.

### Reprezentační

#### Itálie U19
Zaniolo se v roce 2018 zúčastnil Mistrovství Evropy do 19 let, které se konalo ve Finsku. V prvním zápase proti pořadatelům vstřelil jedinou branku, a to ve 43. minutě.
Ve druhém zápase Itálie zdolala Portugalsko 3:2 a ve třetím proti Norsku na penaltovou branku Nora Hålanda odpověděl po asistenci Zaniola Kean a zařídil remízu 1:1.
Semifinálové utkání proti Francii odehrál Zaniolo celé a opět asistoval Keanovi na gól, Italové tak ve 30. minutě zvýšili na 2:0 a toto vedení již nepustili.
Ve finále se Itálie znovu setkala s Portugalci. Zaniolo znovu přihrával střídajícímu Keanovi na jeho druhý gól. Portugalci však po prodloužení zvítězili 4:3.
Jeho výkony jej dostaly na lavičku vybraného „Týmu šampionátu“ složeného odborníky z nejlepších fotbalistů finského turnaje.

## Statistiky

### Klubové
| Sezóna                | Klub                  | Liga                  | Liga   | Liga | Ligové poháry | Ligové poháry | Ligové poháry | Kontinentální poháry | Kontinentální poháry | Kontinentální poháry | Celkem | Celkem |
| Sezóna                | Klub                  | Soutěž                | Zápasy | Góly | Soutěž        | Zápasy        | Góly          | Soutěž               | Zápasy               | Góly                 | Zápasy | Góly   |
| --------------------- | --------------------- | --------------------- | ------ | ---- | ------------- | ------------- | ------------- | -------------------- | -------------------- | -------------------- | ------ | ------ |
| 2016/17               | Virtus Entella        | Serie B               | 7      | 0    | IP            | 0             | 0             | -                    | 0                    | 0                    | 7      | 0      |
| 2017/18               | Inter                 | Serie A               | 0      | 0    | IP            | 0             | 0             | -                    | 0                    | 0                    | 0      | 0      |
| 2018/19               | Řím                   | Serie A               | 27     | 4    | IP            | 2             | 0             | LM                   | 7                    | 2                    | 36     | 6      |
| 2019/20               | Řím                   | Serie A               | 26     | 6    | IP            | 0             | 0             | EL                   | 7                    | 2                    | 33     | 8      |
| 2020/21               | Řím                   | Serie A               | 0      | 0    | IP            | 0             | 0             | EL                   | 0                    | 0                    | 0      | 0      |
| 2021/22               | Řím                   | Serie A               | 28     | 2    | IP            | 2             | 0             | EKL                  | 12                   | 6                    | 42     | 8      |
| 2022/23               | Řím                   | Serie A               | 13     | 1    | IP            | 1             | 0             | EL                   | 3                    | 1                    | 17     | 2      |
| Celkem za Řím         | Celkem za Řím         | Celkem za Řím         | 94     | 13   | -             | 5             | 0             | -                    | 29                   | 11                   | 128    | 24     |
| 2023                  | Galatasaray           | Süper Lig             | 10     | 5    | TP            | 1             | 0             | -                    | 0                    | 0                    | 11     | 5      |
| srpen 2023            | Galatasaray           | Süper Lig             | 0      | 0    | -             | 0             | 0             | LM                   | 1                    | 0                    | 1      | 0      |
| Celkem za Galatasaray | Celkem za Galatasaray | Celkem za Galatasaray | 10     | 5    | -             | 1             | 0             | -                    | 1                    | 0                    | 12     | 5      |
| 2023/24               | Aston Villa           | Premier League        | 18     | 1    | AP+ALP        | 0+1           | 0             | EKL                  | 6                    | 1                    | 24     | 2      |
| Celkově               | Celkově               | Celkově               | 129    | 19   | -             | 7             | 0             | -                    | 36                   | 12                   | 171    | 31     |

### Reprezentační

#### Statistika na velkých turnajích
- Na Mistrovství světa i Evropy ještě nehrál.

#### Reprezentační branky
| Gól | Datum        | Stadion                               | Soupeř  | Skóre | Výsledek | Soutěž                 |
| --- | ------------ | ------------------------------------- | ------- | ----- | -------- | ---------------------- |
| 010 | 18. 11. 2019 | Stadio Renzo Barbera, Palermo, Itálie | Arménie | 2:1   | 9:1      | Kvalifikace na ME 2020 |
| 02  | 18. 11. 2019 | Stadio Renzo Barbera, Palermo, Itálie | Arménie | 5:0   | 9:1      | Kvalifikace na ME 2020 |

## Úspěchy

### Klubové

#### Národní
- vítěz turecké ligy (1x)

Galatasaray: 2022/23

#### Kontinentální
- vítěz evropské konferenční ligy UEFA (1x)

Řím: 2021/22

### Reprezentační
- 1× na LN (2022/23 – bronz)
- 1× na ME U21 (2019)

### Individuální
- Nejlepší mladý hráč Serie A: 2018/19